# Tapinocyba sucra
Tapinocyba sucra är en spindelart som beskrevs av Chamberlin 1948. Tapinocyba sucra ingår i släktet Tapinocyba och familjen täckvävarspindlar. Inga underarter finns listade i Catalogue of Life.